# خاندان کاسای

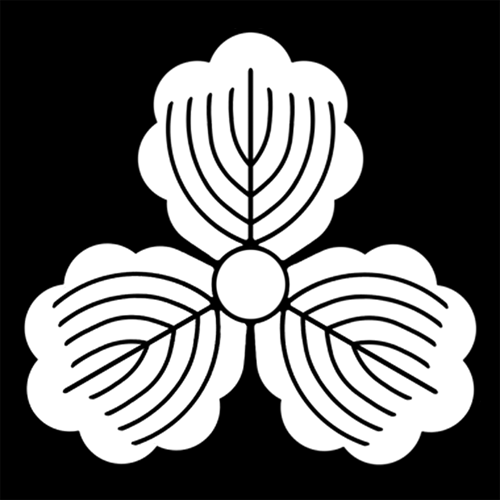
نشان خاندان

خاندان کاسای (به ژاپنی: 葛西氏 Kasai-shi) یکی از خاندان‌های سامورایی در ولایت موتسو در شمال ژاپن بود. این خاندان در قرن دوازدهم بنیانگذاری شد. در قرن هفدهم، این خاندان انحصار برای تمیز کردن چاله‌های فاضلاب قلعه ادو داده شد.